# Paisaje cultural

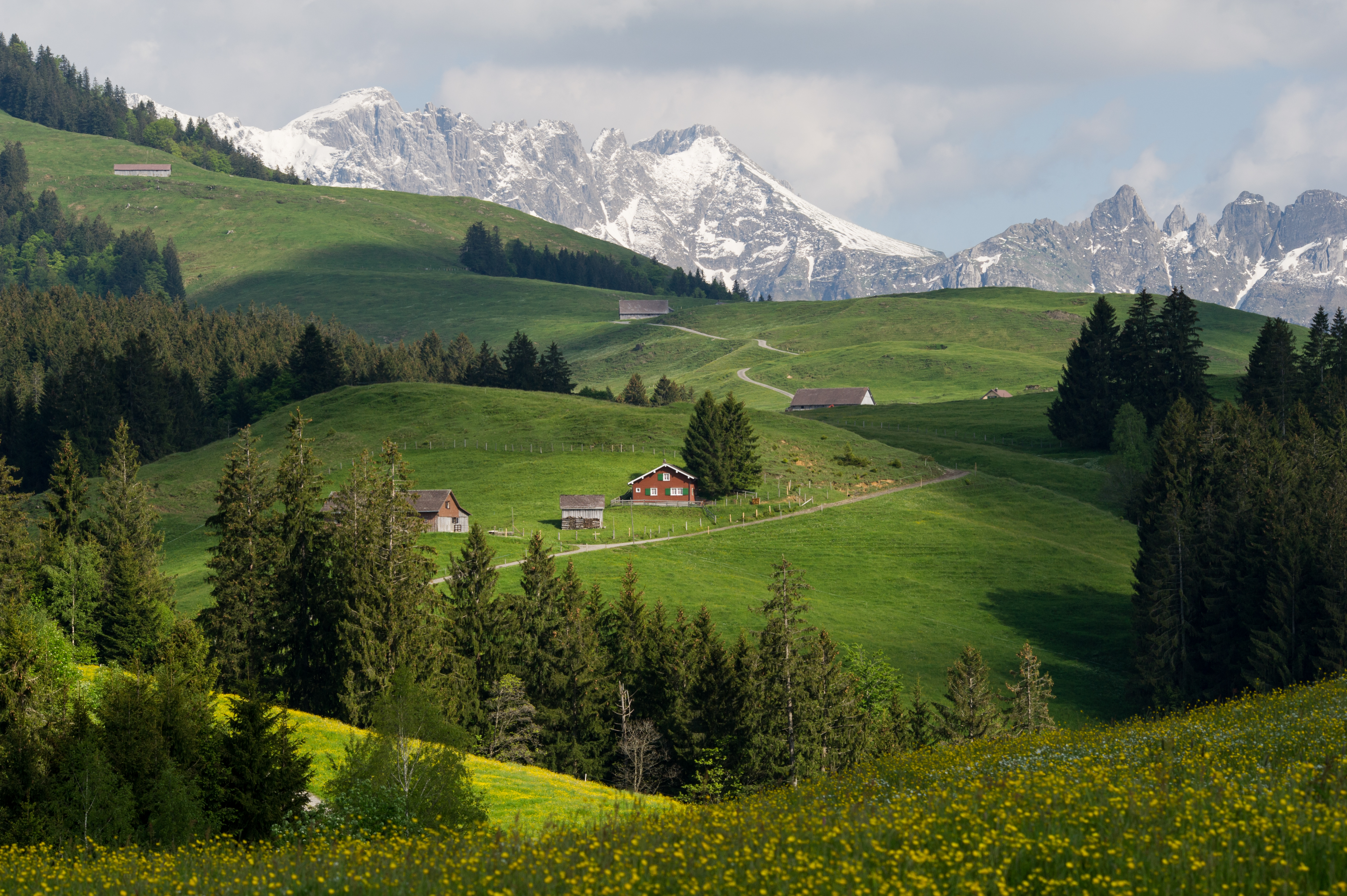
Ladera de pastos en Neckertal, Suiza.

El paisaje cultural es un término utilizado en los campos de la geografía, la ecología y los estudios patrimoniales, para describir una simbiosis de la actividad humana y el medio ambiente. Según la definición del Comité del Patrimonio Mundial, son los "bienes culturales [que] representan las obras combinadas de la naturaleza y del hombre" y se dividen en tres categorías principales:
1. "un paisaje diseñado y creado intencionalmente por el hombre"
2. un "paisaje evolucionado orgánicamente" que puede ser un "paisaje relicto (o fósil)" o un "paisaje continuo"
3. un "paisaje cultural asociativo" que puede ser valorado por las "asociaciones religiosas, artísticas o culturales del elemento natural". Con relación a este punto, autores como Blanca Azcárate, explican que "la valoración de un paisaje dependerá del valor que un grupo social le otorge".[2]

## Desarrollo
El concepto de paisajes culturales se puede encontrar en la tradición europea de la pintura del paisaje. Desde el siglo XVI en adelante, muchos artistas europeos pintaron paisajes (posiblemente gracias a la influencia de China) en favor de las personas, reduciendo a las personas en sus pinturas a figuras subsumidas dentro de paisajes más amplios y regionalmente específicos.
La palabra en inglés para "paisaje", landscape, en sí misma combina land (tierra, país) con un verbo de origen germánico, scapjan/schaffen para significar, literalmente, "tierras moldeadas". Las tierras se consideraron entonces moldeadas por fuerzas naturales, y los detalles únicos de tales landshaffen (tierras moldeadas) se convirtieron en el tema de las pinturas de paisajes.
Al geógrafo Otto Schlüter se le atribuye haber utilizado formalmente "paisaje cultural" como término académico a principios del siglo XX. En 1908, Schlüter argumentó que al definir la geografía como Landschaftskunde (ciencia del paisaje) esto le daría a la geografía un tema lógico compartido por ninguna otra disciplina. Definió dos formas de paisaje: el Urlandschaft (paisaje original) o el paisaje que existía antes de los grandes cambios inducidos por el hombre y el Kulturlandschaft (paisaje cultural), un paisaje creado por la cultura humana. La principal tarea de la geografía era rastrear los cambios en estos dos paisajes.

Fue Carl O. Sauer, un geógrafo humano, quien probablemente fue el más influyente en la promoción y desarrollo de la idea de paisajes culturales. Sauer estaba decidido a enfatizar la agencia de la cultura como una fuerza en la configuración de las características visibles de la superficie de la Tierra en áreas delimitadas. Dentro de su definición, el medio físico conserva un significado central, como medio con y a través del cual actúan las culturas humanas. Su definición clásica de un paisaje cultural dice lo siguiente:
"El paisaje cultural es modelado a partir de un paisaje natural por un grupo cultural. La cultura es el agente, el espacio natural es el medio, el paisaje cultural es el resultado"
Desde el primer uso formal del término por parte de Schlüter y la promoción efectiva de la idea por parte de Sauer, el concepto de paisajes culturales se ha utilizado, aplicado, debatido, desarrollado y refinado de diversas formas en el ámbito académico. En la década de 1950, por ejemplo, J. B. Jackson y su publicación Landscape influyeron en una generación de académicos estadounidenses, incluidos los historiadores de la arquitectura Denise Scott Brown y Gwendolyn Wright.
En 1992, el Comité del Patrimonio Mundial decidió convocar una reunión de especialistas para asesorar y ayudar a volver a redactar las Directrices operativas del Comité para incluir los paisajes culturales como una opción para las propiedades de la lista del patrimonio que no eran ni puramente naturales ni puramente culturales en su forma ( es decir, herencia mixta).

## Relevancia del concepto
La adopción y el uso por parte del Comité del Patrimonio Mundial del concepto de paisajes culturales ha hecho que múltiples especialistas de todo el mundo y muchas naciones identifiquen paisajes culturales, los evalúen, enlisten el patrimonio de los paisajes culturales, los gestionen y visibilicen para el mundo.

Una revisión académica de 2006 de los esfuerzos combinados del Comité del Patrimonio Mundial, múltiples especialistas de todo el mundo y naciones para aplicar el concepto de paisajes culturales, observó y concluyó que:
"Aunque el concepto de paisaje se ha desvinculado durante algún tiempo de sus asociaciones artísticas originales ... todavía existe una visión dominante de los paisajes como una superficie inscrita, similar a un mapa o un texto, a partir de la cual el significado cultural y las formas sociales pueden simplemente ser leído."
Dentro del mundo académico, cualquier sistema de interacción entre la actividad humana y el hábitat natural se considera un paisaje cultural. En cierto sentido, esta comprensión es más amplia que la definición aplicada dentro de la UNESCO, incluyendo, como lo hace, casi la totalidad de la superficie ocupada del mundo, además de casi todos los usos, ecologías, interacciones, prácticas, creencias, conceptos y tradiciones de las personas que viven dentro de los paisajes culturales. Siguiendo esta idea, el geógrafo Xoán Paredes define paisaje cultural como:
"... el medio ambiente modificado por el ser humano en el transcurso del tiempo, la combinación a largo plazo entre la acción antrópica sobre este medio y las limitaciones físicas que limitan o condicionan la actividad humana. Es un espacio geográfico -incluyendo los recursos naturales y culturales- asociado a la evolución histórica, que da paso a un paisaje reconocible para un determinado grupo humano, hasta el punto de ser identificable como tal por otros”
El concepto de paisaje cultural es útil para la gestión sostenible y la conservación del patrimonio. La adopción de una perspectiva de paisaje cultural puede interconectar aspectos individuales del patrimonio cultural, como edificios históricos, recursos materiales regionales y técnicas de construcción vernáculas, en una noción unificada de identidad y lugar. Esto puede unificar el patrimonio tangible e intangible, exponer riesgos dentro de dinámicas de sistema complejas y desviar el enfoque de la conservación desde la protección del tejido pasado hacia la gestión del cambio futuro. Puede ser un vehículo para enfoques centrados en las personas, que apoyan la propiedad local y la participación en los sitios del patrimonio cultural. Este paradigma alinea la gestión del entorno histórico con las actitudes contemporáneas hacia la gestión ambiental en general, que también están influenciadas por las perspectivas del paisaje cultural.

## Ejemplos

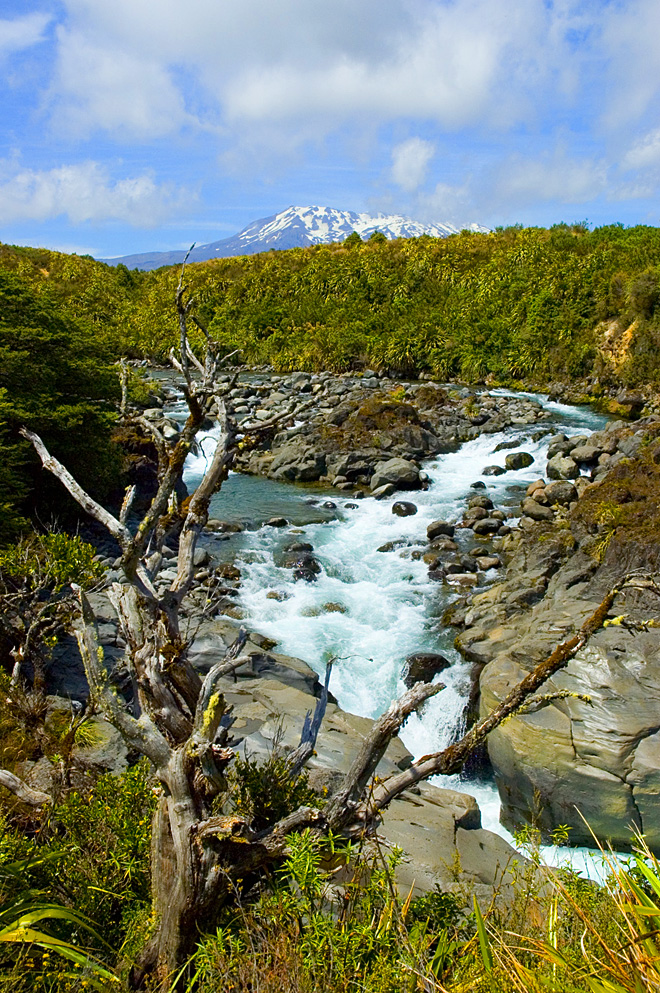
Río Tongariro Mahuia en el parque nacional de Tongariro, Nueva Zelanda

El Comité del Patrimonio Mundial ha identificado y enumerado una serie de áreas o bienes como paisajes culturales de valor universal para la humanidad, incluidos los siguientes:

### Parque nacional de Tongariro, Nueva Zelanda (1993)
"En 1993, el Parque Nacional de Tongariro se convirtió en la primera propiedad inscrita en la Lista del Patrimonio Mundial según los criterios revisados que describen los paisajes culturales. Las montañas en el corazón del parque tienen un significado cultural y religioso para el pueblo maorí y simbolizan los vínculos espirituales entre esta comunidad y su entorno. El parque tiene volcanes activos y extintos, una diversa gama de ecosistemas y algunos paisajes espectaculares".

### Parque nacional Uluru-Kata Tjuta, Australia (1994)
"Este parque, anteriormente llamado Parque Nacional Uluru (Ayers Rock - Monte Olga), presenta formaciones geológicas espectaculares que dominan la vasta llanura de arena roja del centro de Australia. Uluru, un inmenso monolito, y Kata Tjuta, las cúpulas rocosas ubicadas al oeste de Uluru, forman parte del sistema de creencias tradicional de una de las sociedades humanas más antiguas del mundo. Los propietarios tradicionales de Uluru-Kata Tjuta son los aborígenes Anangu."

### Arrozales en terrazas de las cordilleras de Filipinas(1995)

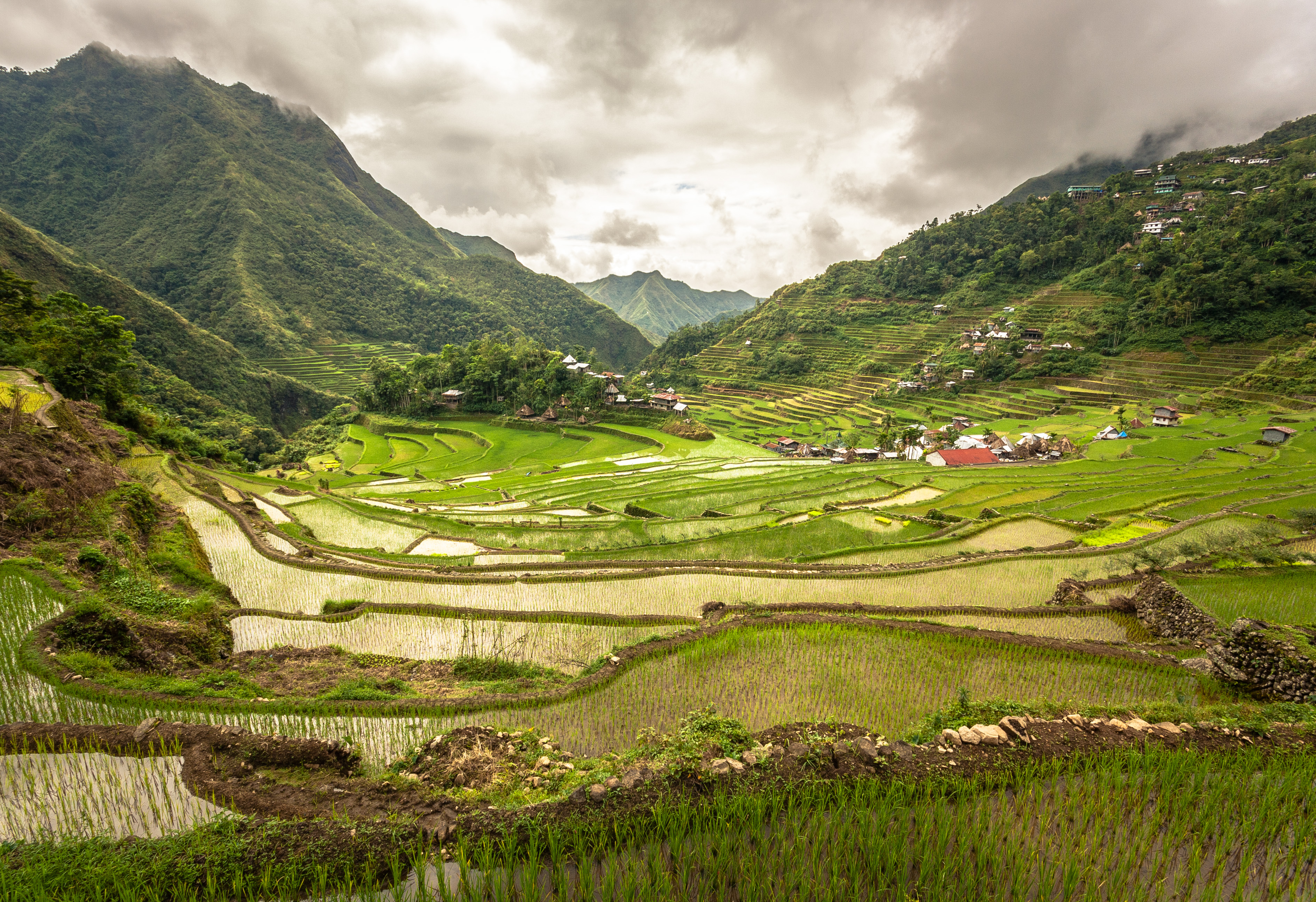
Los arrozales de Batad, arrozales en terrazas de las cordilleras de Filipinas, fue el primer sitio en ser incluido en la categoría de paisaje cultural de la Lista del Patrimonio Mundial de la Humanidad.

"Durante 2000 años, los arrozales altos del Ifugao han seguido los contornos de las montañas. Fruto del conocimiento transmitido de generación en generación, expresión de tradiciones sagradas y un delicado equilibrio social, han contribuido a crear un paisaje de gran belleza que expresa la armonía entre la humanidad y el medio ambiente."

### Paisaje cultural de Sintra, Portugal (1995)
"En el siglo XIX, Sintra se convirtió en el primer centro de la arquitectura romántica europea. Fernando II convirtió un monasterio en ruinas en un castillo donde esta nueva sensibilidad se mostró en el uso de elementos góticos, egipcios, moriscos y renacentistas y en la creación de un parque que mezcla especies de árboles locales y exóticas. Otras hermosas viviendas, construidas en la misma línea en la sierra circundante, crearon una combinación única de parques y jardines que influyeron en el desarrollo de la arquitectura del paisaje en toda Europa."

### Terrazas de viñedos de Lavaux, Suiza (2007)

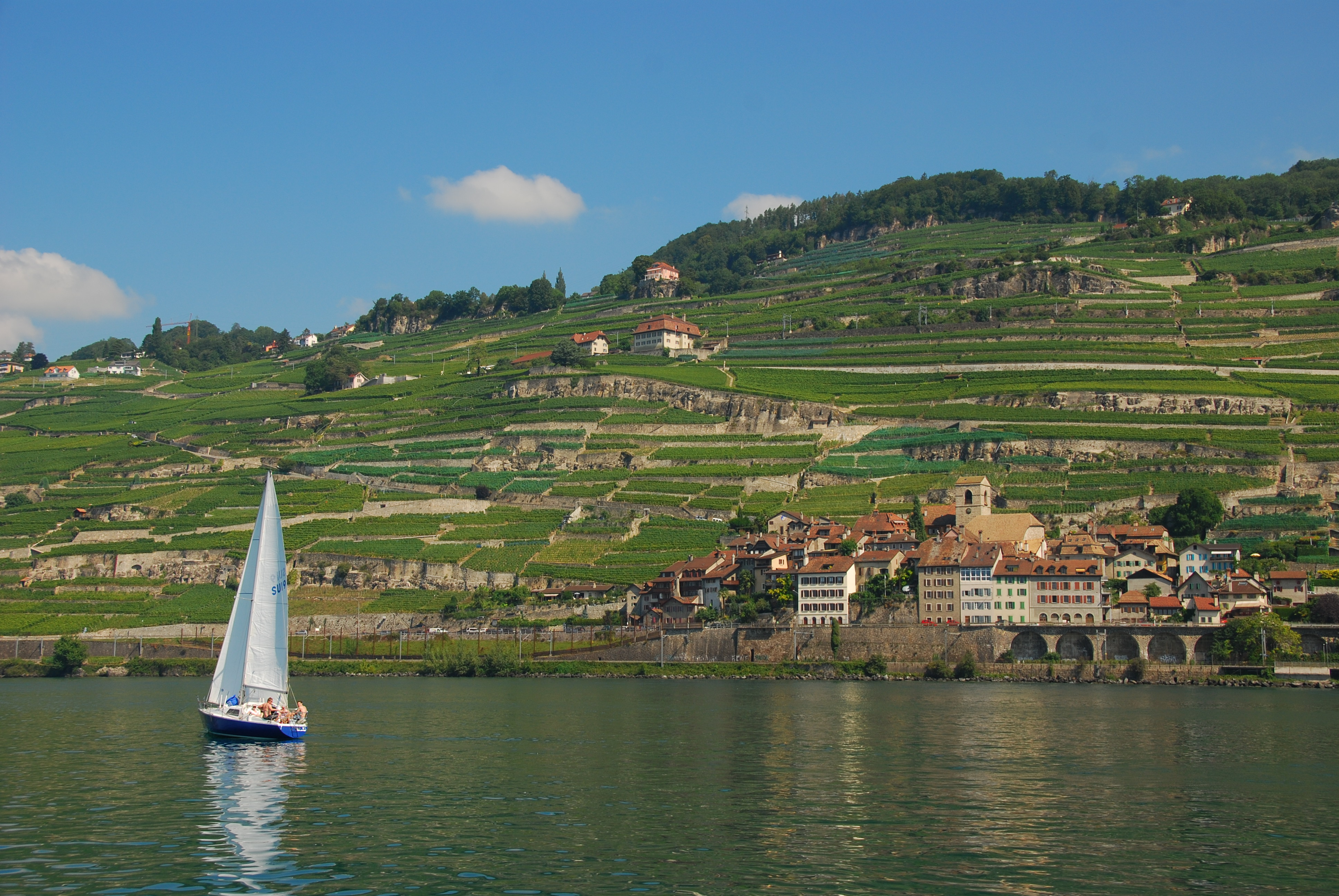
Viñedos de Lavaux en Saint-Saphorin

"El paisaje de los viñedos de Lavaux demuestra de manera muy visible su evolución y desarrollo durante casi un milenio, a través del paisaje y los edificios bien conservados que demuestran una continuación y evolución de tradiciones culturales de larga data, específicas de su localidad."

### Qhapaq Ñan (red vial inca), noroeste de Argentina, sur de Colombia, Ecuador, Bolivia, Perú, Chile (2014)
Qhapaq Ñan es una extensa red incaica de comunicación, comercio y defensa de carreteras que cubre 30.000 km. Construida por los incas durante varios siglos y basada en parte en la infraestructura preincaica, esta extraordinaria red a través de uno de los terrenos geográficos más extremos del mundo unía los picos nevados de los Andes, a una altitud de más de 6.000 m, con la costa., corriendo a través de selvas tropicales calientes, valles fértiles y desiertos absolutos. Alcanzó su máxima expansión en el siglo XV cuando se extendió a lo largo y ancho de los Andes. El Qhapac Ñan, sistema vial andino incluye 273 sitios componentes distribuidos en más de 6,000 km que fueron seleccionados para resaltar los logros sociales, políticos, arquitectónicos y de ingeniería de la red, junto con su infraestructura asociada para el comercio, alojamiento y almacenamiento, así como sitios de importancia religiosa. 